# XX - Two Decades of Love Metal
XX - Two Decades of Love Metal è un album di raccolta del gruppo musicale gothic metal finlandese HIM uscito il 26 ottobre 2012 per festeggiare i 20 anni del gruppo. Contiene il nuovo singolo della band "Strange World", cover della canzone del cantante newyorkese Ké pubblicato il 21 settembre 

## Tracce
1. Strange World – 4:09
2. Join Me in Death – 3:37
3. Heartkiller – 3:29
4. Wings of a Butterfly – 3:30
5. The Kiss of Dawn – 3:59
6. The Funeral of Hearts – 3:38
7. Right Here in My Arms – 3:24
8. Pretending – 3:41
9. Buried Alive by Love – 4:00
10. Gone with the Sin – 4:22
11. Your Sweet Six Six Six – 4:10
12. The Sacrament – 3:31
13. Wicked Game – 3:53
14. Killing Loneliness – 4:29
15. Bleed Well – 3:36
16. In Joy and Sorrow – 3:33
17. Poison Girl – 3:51
18. Scared to Death – 3:42
19. When Love and Death Embrace – 3:45
20. Heartache Every Moment – 3:57